# گوبونتو

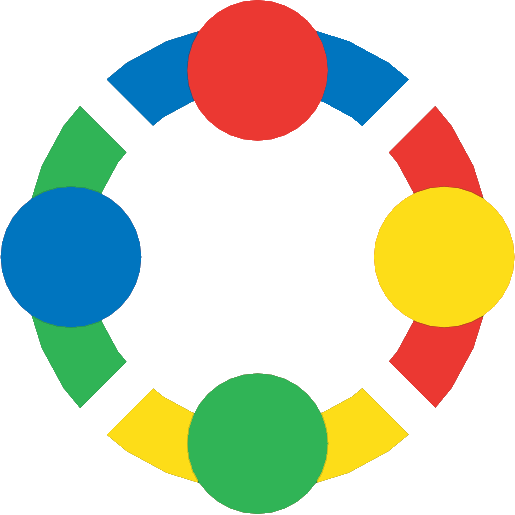
گوبونتو

گوبونتو (به انگلیسی: Goobuntu) توزیعی بر پایه اوبونتو است که توسط شرکت گوگل استفاده می‌شود و حدود ۱۰۰۰۰ نفر از کارمندان گوگل از آن استفاده می‌کنند.
- مشارکت‌کنندگان ویکی‌پدیا. «Goobuntu». در دانشنامهٔ ویکی‌پدیای انگلیسی، بازبینی‌شده در ۳۱ اردیبهشت ۱۳۹۱.